# Hiến chương Vũng Tàu
Hiến chương Vũng Tàu (tiếng Anh: Vung Tau charter) là một sắc luật được chính phủ Việt Nam Cộng hòa thông qua ngày 16 tháng 8 năm 1964 tại một hội nghị được tổ chức ở Vũng Tàu. Hiến chương này quy định chức vụ Quốc trưởng, đã được đổi tên thành Chủ tịch Việt Nam Cộng hòa, không nhất định phải gắn liền với chức vụ Chủ tịch Hội đồng Quân đội Cách mạng. Theo báo Tuổi trẻ, Hiến chương này cho phép tướng Nguyễn Khánh làm quốc trưởng suốt đời.

## Diễn biến
Năm 1963, Dương Văn Minh lãnh đạo quân đội Sài Gòn lật đổ chính phủ Ngô Đình Diệm. Ngày 16 tháng 8 năm 1964, một hội nghị cấp chính phủ ở Vũng Tàu được tổ chức để thông qua một sắc luật gọi là "Hiến chương Vũng Tàu". Theo báo Tuổi trẻ nội dung chính của Hiến chương Vũng Tàu là Nguyễn Khánh sẽ là quốc trưởng suốt đời. Cũng trong hội nghị này, theo đề nghị của Nguyễn Cao Kỳ, các tướng tham dự cũng tổ chức 1 cuộc biểu quyết cách chức Dương Văn Minh và cử Nguyễn Khánh làm Quốc trưởng, được cải danh thành Chủ tịch Việt Nam Cộng hòa. Các cuộc biểu tình phản đối của các thành phần Phật giáo và Công giáo cũng xảy ra thời gian này khiến tướng Khánh phải bỏ Hiến chương và cam kết thành lập chính phủ dân sự.
Ngày 13 tháng 9 năm 1964, Nguyễn Văn Thiệu cùng một nhóm sĩ quan Công giáo miền Nam và tổ chức Đại Việt mang quân về Sài Gòn có ý định đảo chính tướng Khánh nhưng bất thành do tướng Kỳ can thiệp. Nguyễn Khánh lúc này nhân cơ hội đã loại trừ các sĩ quan Đại Việt ra khỏi các chức vụ quan trọng.
Ngày 19 tháng 2 năm 1965, các sĩ quan Đại Việt và Công giáo gây ra một cuộc đảo chính nhằm lật đổ Nguyễn Khánh. Ngày 22 tháng 2 năm 1965, Đại sứ Maxwell D. Taylor họp ban tham mưu và cử người đi thuyết phục Nguyễn Khánh. Vào ngày 24 tháng 2 năm 1965, Nguyễn Khánh từ chức và được cử đi làm đại sứ lưu động.

## Hệ quả
Từ tháng 11 năm 1963 đến 19 tháng 6 năm 1965, Việt Nam Cộng hòa chìm trong rối loạn quyền lực cho đến khi quân đội nắm giữ chính quyền. Trong giai đoạn này, chưa có ai thật sự giành được quyền lực tuyệt đối hay trở thành đầu tàu để dẫn dắt đất nước. Trong giai đoạn này có đến 5 nội các gồm Nguyễn Ngọc Thơ, Nguyễn Khánh, Trần Văn Hương, Nguyễn Xuân Oánh, và Phan Huy Quát. Hệ quả là Việt Nam Cộng hòa chìm sâu trong khủng hoảng và chia rẽ sâu sắc.